# Fabian Andrés Bustos
Fabián Andrés Bustos (Buenos Aires, 18 de enero de 1980) es un exfutbolista argentino. Actualmente se desempeña como agente FIFA.

## Trayectoria como futbolista
Fabián Andrés Bustos inició su carrera en las divisiones juveniles del Club Atlético Vélez Sarsfield y Club Atlético Platense, desempeñándose como mediocampista. Jugó en distintas categorías del fútbol argentino y también en clubes de Venezuela. 
En el año 2002 fue parte del plantel de Deportivo Laferrere que logró el campeonato de Primera C y el ascenso a Primera B Metropolitana, en una de las etapas más destacadas de su carrera como jugador.

### Clubes
| Club                              | País      | Años      |
| --------------------------------- | --------- | --------- |
| Club Almirante Brown              | Argentina | 2000      |
| Deportivo Laferrere               | Argentina | 2001–2004 |
| Deportivo Táchira Fútbol Club     | Venezuela | 2004      |
| Nueva Cádiz FC                    | Venezuela | 2004–2005 |
| Club Atlético Argentino de Merlo  | Argentina | 2005–2006 |
| Cañuelas Fútbol Club              | Argentina | 2006      |
| Atlético Venezuela Club de Fútbol | Venezuela | 2009–2010 |

### Palmarés
Torneos nacionales
- Primera C: 2002 con Deportivo Laferrere

## Trayectoria como agente FIFA
Tras su retiro como futbolista, Fabián Andrés Bustos orientó su carrera hacia la representación y asesoramiento deportivo, especializándose como agente registrado en la FIFA.
Desde 2010 desarrolla una trayectoria activa en el ámbito de la intermediación, participando en operaciones internacionales de distintos continentes a través de la licencia de intermediación de la Real Federación Española de Fútbol.
Además de representar futbolistas profesionales, ha trabajado como consultor en estrategias deportivas y operaciones de mercado para instituciones del fútbol profesional.